# Pankrates aus Alexandria
Pankrates aus Alexandria war ein Dichter des 2. Jahrhunderts. Er verfasste ein höfisches Epyllion über den römischen Kaiser Hadrian und dessen Günstling Antinoos bei der Löwenjagd.
Erhalten sind davon vier Hexameter über die Antinoosblume, den Rosenlotus, bei Athenaios. Der Stil des Gedichtes war sehr pathetisch und gelehrt. Überliefert sind die Verse auf zwei fragmentarischen Papyri. Die Gleichsetzung mit dem Magier des Hadrian, Pachates, ist unsicher.

## Belege
1. ↑  Athenaios 15,677d-f = FGrH 625

| Personendaten    | Personendaten                      |
| ---------------- | ---------------------------------- |
| NAME             | Pankrates aus Alexandria           |
| KURZBESCHREIBUNG | griechischer Dichter               |
| GEBURTSDATUM     | 1. Jahrhundert oder 2. Jahrhundert |
| STERBEDATUM      | 2. Jahrhundert                     |